# 프랭키 아발론
프랭키 아발론(영어: Frankie Avalon, 1939년 9월 18일 ~ )은 미국의 배우, 가수이다. 필라델피아에서 태어났다. 6세 때 이미 음악의 재능을 나타냈으며, 일찍부터 텔레비전 프로그램에 자주 출연하였다. 찬러 레코드에서 취입한 《비너스》, 《와이》 등이 큰 인기를 얻었다. 또한, 1960년작 영화 《아라모》에서 큰 성공을 거둔 이후 《사상 최대의 작전》, 《테스트 허니문》 등의 영화에서의 연기도 높이 평가받았다.